# Merostachys calderoniana
Merostachys calderoniana är en gräsart som beskrevs av Tatiana Sendulsky. Merostachys calderoniana ingår i släktet Merostachys och familjen gräs. Inga underarter finns listade i Catalogue of Life.